# Старшие кшешувские анналы
Старшие кшешувские анналы (лат. Annales grissowienses maiores, пол. Rocznik grysowski większy) — силезское историческое сочинение, составленное в монастыре Кшешува и сохранившееся в рукописи XIV в. Охватывают период с 1230 по 1306 гг. Описывают события истории Силезии, сообщая при этом отдельные сведения по истории Чехии и Бранденбурга.

## Издания
1. Annales grissowienses maiores / ed. W. Arndt // MGH. SS. 1866. T. XIX, p. 541-542.
2. Rocznik grysowski większy /  wydal A. Bielowski // MPH, Tomus 3. Lwow. 1878, p. 696-697.

## Переводы на русский язык
- Старшие кшешувские анналы в переводе А. С. Досаева на сайте Восточная литература